# فرودگاه اوکاداما
فرودگاه اوکاداما (به انگلیسی: Okadama Airport) یک فرودگاه همگانی مسافربری با کد یاتا OKD است که یک باند فرود آسفالت دارد و طول باند آن ۱۵۰۰ متر است. این فرودگاه در شهر ساپورو کشور ژاپن قرار دارد .

## شرکت‌های هواپیمایی و مقصدهای پروازی
| شرکت‌های هواپیمایی                           | مقصدهای پروازی                   |
| ------------------------------------------- | -------------------------------- |
| Fuji Dream Airlines                         | Seasonal: شیزوکا                 |
| خطوط هوایی ژاپن اجرا توسط هوکایدو ایر سیستم | هاکوداته، کوشیرو، میساوا، ریشیری |